# Luise Rainer
Luise Rainer (Düsseldorf, 12 de gener de 1910 - Londres, 30 de desembre de 2014) va ser una actriu alemanya nacionalitzada estatunidenca. Va guanyar dues vegades el premi Oscar a la millor actriu i posseeix el rècord d'haver estat la primera actriu a aconseguir aquest premi dues vegades consecutives. Fou descoberta per la Metro-Goldwyn-Mayer quan buscadors de talents de l'estudi la veieren actuar als escenaris d'Àustria i Alemanya i, també, després d'aparèixer en pel·lícules austríaques.
La seva formació es va iniciar a Alemanya a partir dels 16 anys amb el principal director d'escena austríac, Max Reinhardt. Amb els anys, actuant a Viena amb el grup de teatre de Reinhardt, arribà a ser reconeguda com una gran actriu. Els crítics es manifestaren "entusiasmats" per les seves actuacions i la qualitat interpretativa. Descoberta per la MGM, el 1935, va signar amb ells un contracte de tres anys i van anar a Hollywood. Una sèrie de cineastes va anticipar que podria convertir-se en una altra Greta Garbo. El seu primer paper americà va ser a la pel·lícula  Escapade  (1935), que aviat trobà continuïtat amb una part relativament petita al biopic musical The Great Ziegfeld (1936); malgrat les seves poques aparicions a la pel·lícula, "va impressionar als espectadors" i no tan sols fou nominada, sinó que va guanyar l'Oscar a la millor actriu. Més tard va ser batejada com "la llàgrima vienesa" per la seva dramàtica escena del telèfon en la pel·lícula.
El 1936 va ser candidata a protagonitzar la pel·lícula Camille (Margarita Gautier) però el paper va recaure en Greta Garbo. En el seu següent paper, el productor Irving Thalberg estava convençut que, malgrat el desacord de l'estudi, podria interpretar el paper d'un pobre pagesa xinesa a  The Good Earth, basada en la novel·la de Pearl S. Buck sobre les dificultats a la Xina. El caràcter moderat que va aconseguir en aquesta interpretació contrastaren amb el seu personatge anterior i va guanyar un segon Oscar per davant de la Garbo. Federico Fellini va escriure una escena per a ella a La dolce vita que mai s'arribà a filmar.
Més tard comentaria que en guanyar dos Oscars consecutius, "res pitjor em podria haver passat"; les expectatives del públic a partir de llavors eren massa elevades. Després d'obtenir papers de poca importància en diverses pel·lícules –també va ser proposada per interpretar el personatge principal d'Allò que el vent s'endugué que finalment interpretà Vivien Leigh–, la relació amb MGM s'enterbolí i va acabar la seva breu carrera de tres anys en el cinema; va retornar a Europa. La davallada de la seva carrera, alguns l'atribueixen també als consells del seu marit, el dramaturg Clifford Odets, i a la inesperada mort, als 37 anys, del seu productor, Irving Thalberg, a qui admirava molt. Alguns especialistes consideren que el seu cas és el més extremat d'una "víctima dels Oscar dins la mitologia de Hollywood".

## Filmografia

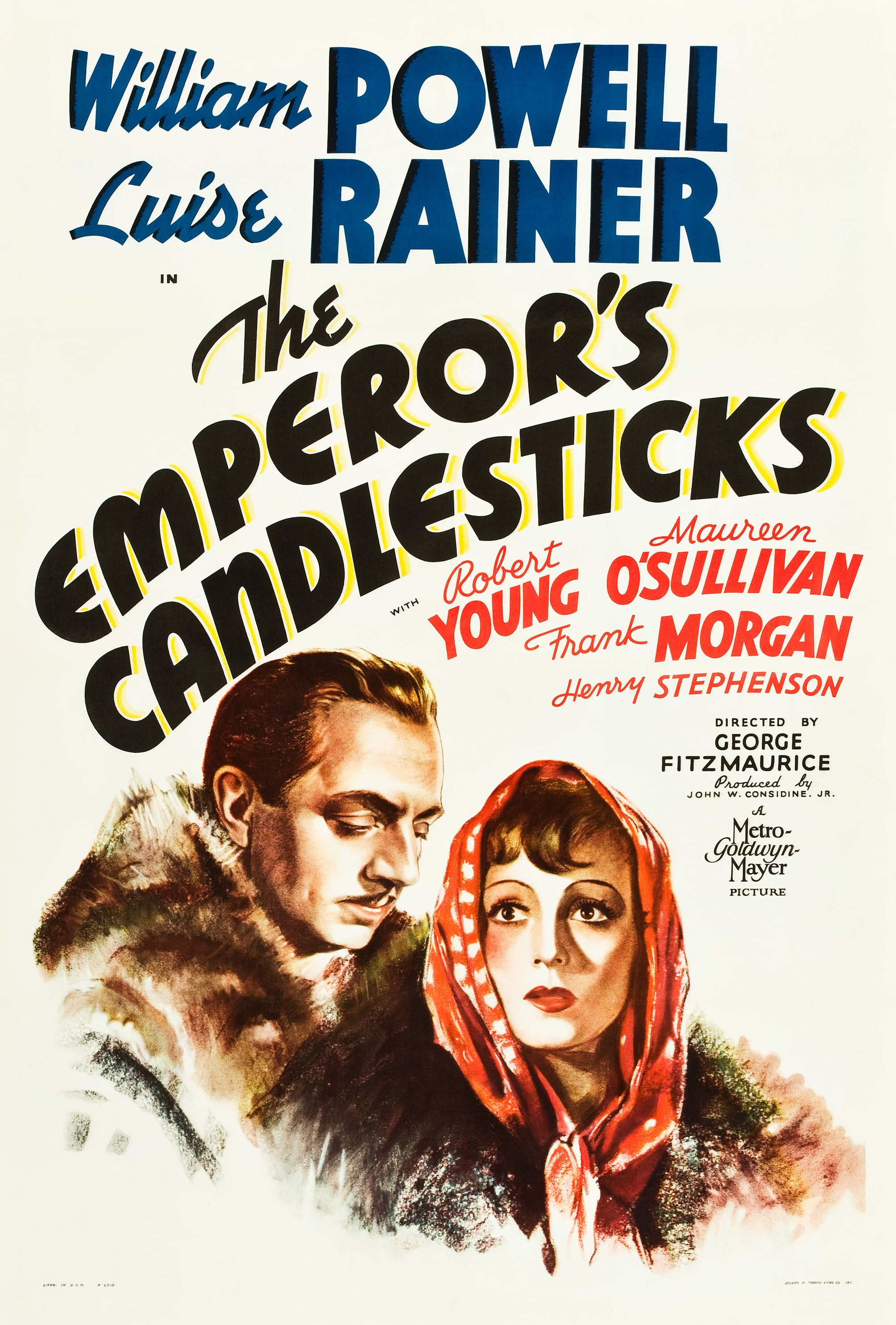
The Emperor's Candesticks, 1937

| Any  | Títol                      | Paper                        | Notes                                                                        |
| ---- | -------------------------- | ---------------------------- | ---------------------------------------------------------------------------- |
| 1932 | Sehnsucht 202              | Kitty                        |                                                                              |
| 1932 | Madame hat Besuch          |                              |                                                                              |
| 1933 | Heut' kommt's drauf an     | Marita Costa                 |                                                                              |
| 1935 | Escapade                   | Leopoldine Dur               |                                                                              |
| 1936 | The Great Ziegfeld         | Anna Held                    | Oscar a la millor actriu New York Film Critics Circle Award for Best Actress |
| 1937 | The Good Earth             | O-Lan                        | Oscar a la millor actriu                                                     |
| 1937 | The Emperor's Candlesticks | Comtessa Olga Mironova       |                                                                              |
| 1937 | Big City                   | Anna Benton                  |                                                                              |
| 1938 | The Toy Wife               | Gilberte 'Frou Frou' Brigard |                                                                              |
| 1938 | The Great Waltz            | Poldi Vogelhuber             |                                                                              |
| 1938 | Dramatic School            | Louise Mauban                |                                                                              |
| 1943 | Hostages                   | Milada Pressinger            |                                                                              |
| 1997 | The Gambler                | Àvia                         |                                                                              |